# 長谷川為治

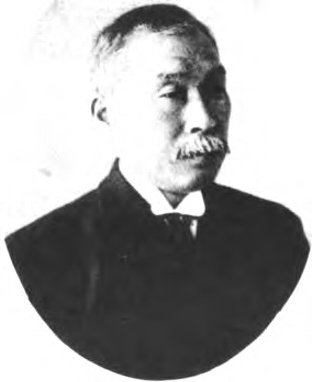
長谷川為治

長谷川 為治（はせがわ ためはる、嘉永元年8月13日（1848年9月10日） - 昭和13年（1938年）5月7日）は、大蔵官僚。錦鶏間祗候。

## 経歴
山口県出身。1868年（明治元年）、兵庫県、ついで大蔵省に出仕。1870年（明治3年）に造幣権助に任じられ、太政官出仕を経て、1893年（明治26年）に造幣局長に任命された。1913年（大正2年）、退官。1914年（大正3年）4月7日、錦鶏間祗候を仰せ付けられた。

## 栄典
- 1892年（明治25年）2月22日 - 従五位[5]
- 1913年（大正2年）4月24日 - 従三位[6]

## 親族
- 長谷川謹介 - 弟。鉄道院副総裁。